# سيوكي جليل (سبيدار)
سیوکي جلیل (بالفارسية: سیوکی جلیل) هي قرية تقع في إيران في قسم سبیدار الريفي. يقدر عدد سكانها بـ 676 نسمة بحسب إحصاء 2016.